# Académie nationale de pharmacie
L'Académie nationale de Pharmacie est une société savante française créée en 1803, qui s'intéresse à l’ensemble des domaines relevant du médicament, des produits de santé, de la biologie, de la santé publique et de la santé environnementale et située à Paris, au 4, avenue de l'Observatoire, dans les locaux de la faculté de pharmacie de Paris. 

## Historique
Créée le 3 août 1803, la Société de Pharmacie de Paris est reconnue d'utilité publique le 5 octobre 1877 par décret présidentiel. Elle devient par décret du 5 septembre 1946, Académie de Pharmacie, puis du 9 octobre 1979, Académie nationale de Pharmacie. Le 26 janvier 2016, l'Académie nationale de Pharmacie est devenue personne morale sous la protection du président de la République. Antoine Parmentier et Louis-Nicolas Vauquelin en sont les premiers présidents.

## Structure et missions
L'Académie nationale de Pharmacie s'occupe de tous les aspects des sciences pharmaceutiques et de leurs applications, ainsi que des questions de santé publique et de santé environnementale. Elle est constituée de six sections thématiques :
- sciences physiques et chimiques appliquées au médicament et autres produits de santé (1re section) ;
- sciences pharmaceutiques appliquées au médicament et autres produits de santé(2e section) ;
- sciences biologiques et santé (3e section) ;
- sciences pharmaceutiques et juridiques appliquées à l'environnement industriel du médicament et autres produits de santé (4e section) ;
- sciences pharmaceutiques et juridiques appliquées à la pharmacie clinique, la préparation, la dispensation et la distribution des médicaments et autres produits de santé (5e section) ;
- sciences appliquées à la Santé environnementale (6e section).

L'académie se compose de « membres », titulaires, associés ou correspondants nationaux et de « correspondants étrangers », tous élus et ainsi répartis : 
- cent vingt membres titulaires, dont au moins 80% de pharmaciens ;
- trente six membres associés, pharmaciens ou non, français ou étrangers ;
- cent quarante quatre membres correspondants nationaux, dont au moins 80% de pharmaciens ;
- quatre-vingt membres correspondants européens ou à titre étranger, pharmaciens ou non.

L'académie reçoit encore des membres honoraires, en nombre illimité. Un membre devient honoraire soit après vingt ans d’ancienneté académique, soit à soixante-dix ans (âge civil) sauf les membres associés qui deviennent honoraires dix ans après leur élection. Elle inclut de plus en plus de membres en activité (l'âge à la candidature est limité à soixante ans).
L'académie publie de manière bimestrielle les Annales pharmaceutiques françaises ainsi qu'une « lettre trimestrielle » intitulée l’Observatoire. Enfin l'institution remet annuellement plusieurs prix scientifiques à des personnalités scientifiques ou professionnelles et à des jeunes chercheurs :
- le Prix d'Honneur, créé en 2017.
- le Grand Prix de l'Académie, créé en 2011 ;
- le Prix de la Pharmacie Francophone, créé en 2000 ;
- le Grand Prix littéraire, créé en 2011 ;
- de nombreuses Bourses et Prix.

## Quelques membres
Parmi les membres notoires de la compagnie, peuvent être cités :
Auguste Béhal, Marcellin Berthelot, Edmond Blaise, Apollinaire Bouchardat, Antoine Bussy, Ludomir Combes, Marcel Delépine, Ernest Fourneau, Charles Louis Cadet de Gassicourt, Joseph Caventou, Nicolas Guibourt, Henri Herissey, Maurice-Marie Janot, Émile Jungfleisch, Maurice Javillier, Paul Lebeau, Henri Moissan, Antoine Parmentier, Joseph Pelletier, Pierre Potier, Pierre Robiquet, Jacques Servier, Charles Tanret, René Truhaut, Louis-Nicolas Vauquelin.

## Liste des dirigeants
| Identité                                  | Période          | Période          | Durée               |
| Identité                                  | Début            | Fin              | Durée               |
| ----------------------------------------- | ---------------- | ---------------- | ------------------- |
| Maurice Lachaux (d) (1909 - 1986)         | 1er janvier 1979 | 31 décembre 1979 | 11 mois et 30 jours |
| André Quevauviller (d) (1910 - 1981)      | 1er janvier 1980 | 31 décembre 1980 | 11 mois et 30 jours |
| Maurice Vigneron (d)                      | 1er janvier 1981 | 31 décembre 1981 | 11 mois et 30 jours |
| Ludovic Constant David (d) (1896 - 1986)  | 1er janvier 1982 | 31 décembre 1982 | 11 mois et 30 jours |
| Gilbert Marcel Péronnet (d) (1907 - 1995) | 1er janvier 1983 | 31 décembre 1983 | 11 mois et 30 jours |
| Marcel Chaigneau (d) (1911 - 1999)        | 1er janvier 1984 | 31 décembre 1984 | 11 mois et 30 jours |
| Georges Dillemann (1903 - 1999)           | 1er janvier 1985 | 31 décembre 1985 | 11 mois et 30 jours |
| Jean Reusse (d) (1910 - 1997)             | 1er janvier 1986 | 31 décembre 1986 | 11 mois et 30 jours |
| André Fabre (d) (1918 - 2009)             | 1er janvier 1987 | 31 décembre 1987 | 11 mois et 30 jours |
| Robert Moreau (d) (1916 - 2000)           | 1er janvier 1988 | 31 décembre 1988 | 11 mois et 30 jours |
| Pierre Bouvet (d) (1909 - 1996)           | 1er janvier 1989 | 31 décembre 1989 | 11 mois et 30 jours |
| Bernard Gauthier (d) (1916 - 2008)        | 1er janvier 1990 | 31 décembre 1990 | 11 mois et 30 jours |
| Albert German (d) (1917 - 2007)           | 1er janvier 1991 | 31 décembre 1991 | 11 mois et 30 jours |
| Henri Bonnemain (1911 - 2006)             | 1er janvier 1992 | 31 décembre 1992 | 11 mois et 30 jours |
| Charles Guyotjeannin (d) (1917 - 2008)    | 1er janvier 1993 | 31 décembre 1993 | 11 mois et 30 jours |
| Paul Lechat (d) (1920 - 2003)             | 1er janvier 1994 | 31 décembre 1994 | 11 mois et 30 jours |
| Jean Dréano (d) (1918 - 2015)             | 1er janvier 1995 | 31 décembre 1995 | 11 mois et 30 jours |
| Fernand Pellerin (d) (1923 - 2013)        | 1er janvier 1996 | 31 décembre 1996 | 11 mois et 30 jours |
| Claude Dreux (d) (1929 - 2021)            | 1er janvier 1997 | 31 décembre 1997 | 11 mois et 30 jours |
| Gabriel Maillard (d) (1925 - 2009)        | 1er janvier 1998 | 31 décembre 1998 | 11 mois et 30 jours |
| Pierre Delaveau (d) (1921 - 2014)         | 1er janvier 1999 | 31 décembre 1999 | 11 mois et 30 jours |
| Joany Vayssette (d) (1921 - 2006)         | 1er janvier 2000 | 31 décembre 2000 | 11 mois et 30 jours |
| Jean Flahaut (1922 - 2015)                | 1er janvier 2001 | 31 décembre 2001 | 11 mois et 30 jours |
| Claude Bohuon (d) (1931 - 2020)           | 1er janvier 2002 | 31 décembre 2002 | 11 mois et 30 jours |
| Pierre Joly (né en 1930)                  | 1er janvier 2003 | 31 décembre 2003 | 11 mois et 30 jours |
| François Bourillet (d)                    | 1er janvier 2004 | 31 décembre 2004 | 11 mois et 30 jours |
| Jean-Pierre Lousson (d)                   | 1er janvier 2005 | 31 décembre 2005 | 11 mois et 30 jours |
| Jean Rabiant (d)                          | 1er janvier 2006 | 31 décembre 2006 | 11 mois et 30 jours |
| Yvan Touitou (né en 1940)                 | 1er janvier 2007 | 31 décembre 2007 | 11 mois et 30 jours |
| Claude Santini (d) (1941 - 2009)          | 1er janvier 2008 | 31 décembre 2008 | 11 mois et 30 jours |
| Monique Adolphe (1932 - 2022)             | 1er janvier 2009 | 31 décembre 2009 | 11 mois et 30 jours |
| François Chast (d) (né en 1949)           | 1er janvier 2010 | 31 décembre 2010 | 11 mois et 30 jours |
| Henri-Philippe Husson (d)                 | 1er janvier 2011 | 31 décembre 2011 | 11 mois et 30 jours |
| Jean-Paul Chiron (né en 1947)             | 1er janvier 2012 | 31 décembre 2012 | 11 mois et 30 jours |
| Yves Juillet (d) (né en 1946)             | 1er janvier 2013 | 31 décembre 2013 | 11 mois et 30 jours |
| Jean-Pierre Foucher (né en 1943)          | 1er janvier 2014 | 31 décembre 2014 | 11 mois et 30 jours |
| Jean-Luc Delmas (d)                       | 1er janvier 2015 | 31 décembre 2015 | 11 mois et 30 jours |
| Claude Monneret (d)                       | 1er janvier 2016 | 31 décembre 2016 | 11 mois et 30 jours |
| Claude Vigneron (d)                       | 1er janvier 2017 | 31 décembre 2017 | 11 mois et 30 jours |
| Jean-Loup Parier (d)                      | 1er janvier 2018 | 31 décembre 2018 | 11 mois et 30 jours |
| Christiane Garbay (d)                     | 1er janvier 2019 | 31 décembre 2019 | 11 mois et 30 jours |
| Patrick Couvreur (né en 1950)             | 1er janvier 2020 | 31 décembre 2020 | 11 mois et 30 jours |
| Gilles Aulagner (d)                       | 1er janvier 2021 | 31 décembre 2021 | 11 mois et 30 jours |
| Jean-Louis Beaudeux (d)                   | 1er janvier 2022 | 31 décembre 2022 | 11 mois et 30 jours |
| Bruno Bonnemain (d) (né en 1951)          | 1er janvier 2023 | 31 décembre 2023 | 11 mois et 30 jours |
| Philippe Liebermann (d)                   | 1er janvier 2024 |                  |                     |